# چاپلین (کنتاکی)
چاپلین (به انگلیسی: Chaplin) یک منطقهٔ مسکونی در ایالات متحده آمریکا است که در کنتاکی واقع شده‌است. چاپلین ۴۱۸ نفر جمعیت دارد و ۲۵۰٫۸۵ متر بالاتر از سطح دریا واقع شده‌است.